# 満洲国侍従武官処
満洲国侍従武官処（まんしゅうこくじじゅうぶかんしょ）とは、満洲国の皇帝直隷機関である。

## 概要
1939年（康徳6年）に設けられた機関で、皇帝に常時奉仕し、軍事に関する奏上奉答及命令の伝達を行い、儀式等に皇帝とともに出席することを任務とする。
陸軍上将・中将の侍従武官長と5人の侍従武官によって構成された。